# Masakra w Port Arthur
Masakra w Port Arthur – strzelanina, która miała miejsce 28 kwietnia 1996 roku w australijskim mieście Port Arthur na Tasmanii, w wyniku której zginęło 35 osób, a 23 zostały ranne; jest to najtragiczniejszy zamach z użyciem broni palnej w historii Australii.

## Sprawca
Napastnik, 28-letni Martin Bryant przed atakiem miał spór finansowy z właścicielami jednej z posiadłości w Port Arthur, którą chciał zakupić, lecz nie miał wystarczających środków finansowych by przeprowadzić tę transakcję.

## Przebieg
Dokładny przebieg wydarzeń został zaprezentowany podczas rozprawy sądowej w listopadzie 1996 roku, w procesie napastnika.
W niedzielę, 28 kwietnia ok. godz. 13:10 w Port Arthur, 28-letni Martin Bryant z New Town, po skończeniu posiłku na tarasie kawiarni The Broad Arrow Cafe, wszedł do środka i zaczął strzelać do gości. Bandyta zabił 20 osób i gdy uznał, że wszyscy nie żyją, spokojnie opuścił lokal. Potem kontynuował serię zabójstw, uśmiercając następne ofiary. Przy wyjeździe z zabytkowej dzielnicy miasteczka zabił Nanett Mikac i jej dwie córki (lat 3 i 6). Następnymi ofiarami byli trzej pasażerowie samochodu, który zatrzymał się przy kasie bramy wjazdowej do zabytkowej części miasta. Bryant ukradł samochód, potem zmusił kierowcę innego samochodu, aby ten wsiadł do bagażnika skradzionego samochodu, a towarzyszącą kobietę zastrzelił. Około godz. 14 dotarł do pensjonatu Seascape Cottage, i tam podpalił pojazd, którym jechał. Uprowadzonego wcześniej mężczyznę oraz właścicieli owego pensjonatu (starsze małżeństwo) wziął jako zakładników. Od chwili wyjścia z kawiarni Boad Arow, zabił 12 osób. Ponad 200 policjantów otoczyło pensjonat. Bandyta zażądał helikoptera, jednak w nocy negocjacje z nim zostały przerwane. W poniedziałek 29 kwietnia ok. godz. 8, morderca podpalił pensjonat wraz z trójką zakładników, po czym, poparzony, opuścił budynek i został ujęty.
Po ataku okazało się, że przed serią zamachów zastrzelił ponadto dwóch właścicieli innego pensjonatu, w którym wynajmował mieszkanie i który chciał zakupić na własność.

## Bilans morderstwa i motywy
Bilans jego zabójstw to 35 osób oraz 23 rannych. W trakcie przeszukania w jego mieszkaniu skonfiskowano ok. 2000 filmów pornograficznych o brutalnej treści, a także zaczęto zastanawiać się nad związkiem brutalnych filmów z masakrą w Port Arthur. Niektórzy behawioryści przypuszczają, że australijski zbrodniarz chciał przewyższyć liczbę ofiar ze szkockiego Dunblane, gdzie 7 tygodni wcześniej (13 marca 1996 r.), uzbrojony mężczyzna zastrzelił 16 małych dzieci i nauczycielkę. „M. Bryant strzelając do każdego napotkanego człowieka, w ten sposób przeżył dreszczyk emocji i zyskał poczucie władzy”.
Morderca został skazany na 35-krotne dożywocie a historia jego strzelaniny w The Broad Arrow Cafe wstrząsnęła całą Australią.

## Odniesienia w kulturze
Film Nitram nawiązuje do życia Martina Bryanta i tych wydarzeń.